# قائمة قرارات مجلس الأمن التابع للأمم المتحدة لعام 1973
تتضمن قائمة قرارات مجلس الأمن التابع للأمم المتحدة لعام 1973 جميع القرارات الصادرة عن مجلس الأمن التابع للأمم المتحدة خلال العام 1973.

## القائمة
| رقم القرار | الرمز            | نص القرار                         | موضوع القرار                             |
| ---------- | ---------------- | --------------------------------- | ---------------------------------------- |
| 325        | S/RES/325 (1973) | نص الوثيقة على موقع الأمم المتحدة | طلب بنما                                 |
| 326        | S/RES/326 (1973) | نص الوثيقة على موقع الأمم المتحدة | استفزاز من قبل رودسيا الجنوبية           |
| 327        | S/RES/327 (1973) | نص الوثيقة على موقع الأمم المتحدة | قرار زامبيا بفرض العقوبات                |
| 328        | S/RES/328 (1973) | نص الوثيقة على موقع الأمم المتحدة | رودسيا الجنوبية                          |
| 329        | S/RES/329 (1973) | نص الوثيقة على موقع الأمم المتحدة | قرار زامبيا بفرض العقوبات                |
| 330        | S/RES/330 (1973) | نص الوثيقة على موقع الأمم المتحدة | الأمن والسلام في أمريكا اللاتينية        |
| 331        | S/RES/331 (1973) | نص الوثيقة على موقع الأمم المتحدة | الوضع في الشرق الأوسط                    |
| 332        | S/RES/332 (1973) | نص الوثيقة على موقع الأمم المتحدة | الوضع في الشرق الأوسط                    |
| 333        | S/RES/333 (1973) | نص الوثيقة على موقع الأمم المتحدة | رودسيا الجنوبية                          |
| 334        | S/RES/334 (1973) | نص الوثيقة على موقع الأمم المتحدة | تمديد عمل القوات في قبرص                 |
| 335        | S/RES/335 (1973) | نص الوثيقة على موقع الأمم المتحدة | قبول أعضاء جدد في الأمم المتحدة          |
| 336        | S/RES/336 (1973) | نص الوثيقة على موقع الأمم المتحدة | قبول أعضاء جدد في الأمم المتحدة: باهاماس |
| 337        | S/RES/337 (1973) | نص الوثيقة على موقع الأمم المتحدة | الاستيلاء على طائرة ركاب لبنانية         |
| 338        | S/RES/338 (1973) | نص الوثيقة على موقع الأمم المتحدة | وقف إطلاق النار في الشرق الأوسط          |
| 339        | S/RES/339 (1973) | نص الوثيقة على موقع الأمم المتحدة | وقف إطلاق النار بين مصر وإسرائيل         |
| 340        | S/RES/340 (1973) | نص الوثيقة على موقع الأمم المتحدة | قوات طوارئ الأمم المتحدة في الشرق الأوسط |
| 341        | S/RES/341 (1973) | نص الوثيقة على موقع الأمم المتحدة | تأسيس قوات طوارئ الأمم المتحدة           |
| 342        | S/RES/342 (1973) | نص الوثيقة على موقع الأمم المتحدة | الوضع في ناميبيا                         |
| 343        | S/RES/343 (1973) | نص الوثيقة على موقع الأمم المتحدة | مسألة قبرص                               |
| 344        | S/RES/344 (1973) | نص الوثيقة على موقع الأمم المتحدة | مؤتمر السلام في الشرق الأوسط             |

## المرجع
1. ↑  "Security Council Resolutions" (بالإنجليزية). الأمم المتحدة. Archived from the original on 2018-09-16. Retrieved 22 شباط / فبراير 2017. {{استشهاد ويب}}: تحقق من التاريخ في: |تاريخ الوصول= (help)